# Trivial Pursuit

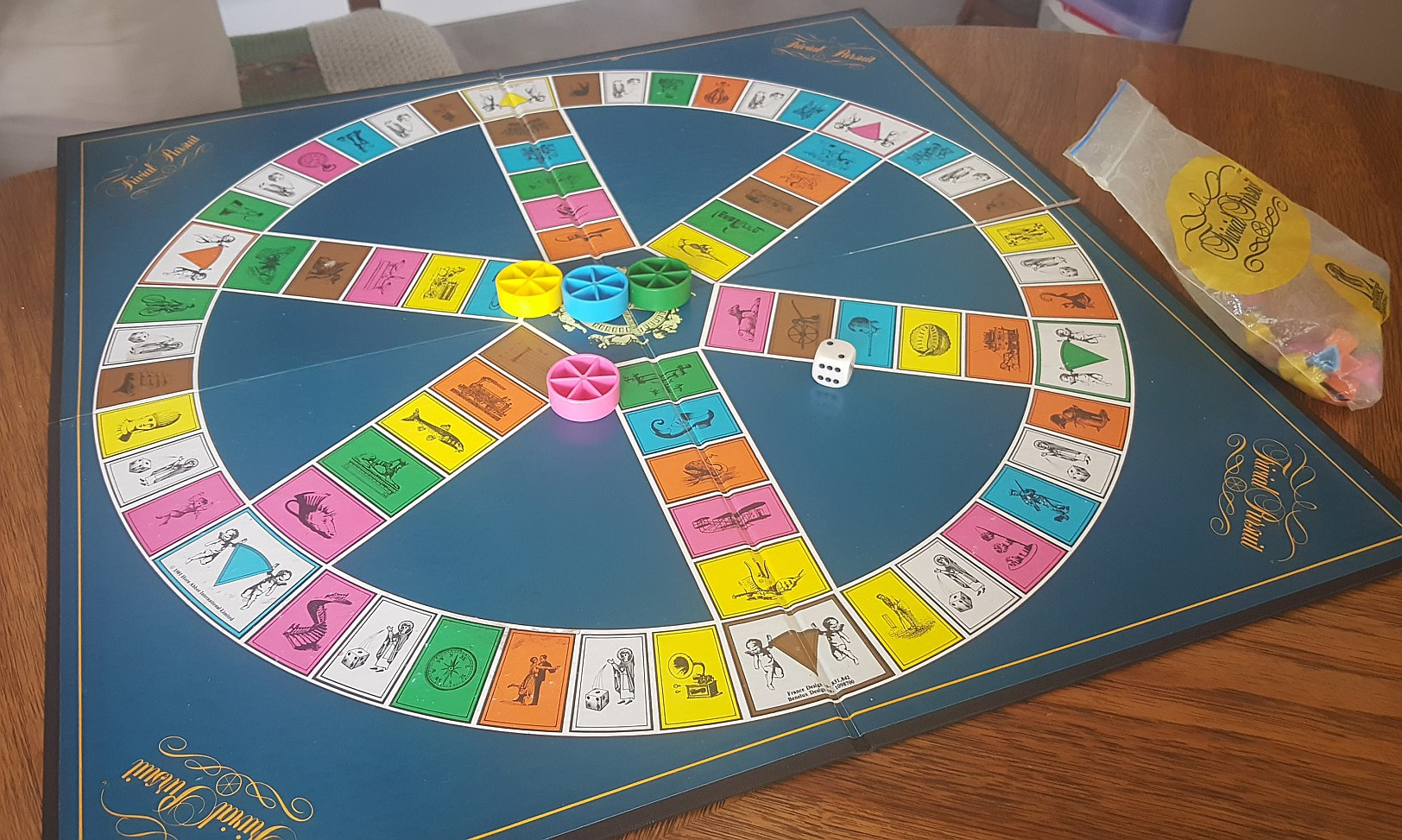
Trivial Pursuit

Trivial Pursuit是一款問答類的圖版遊戲。Trivial Pursuit由一个棋盘，一枚骰子、棋子和一套知識问题卡片組成。玩家在棋盘上通過骰子移动棋子，棋子落到了某個格子上後，玩家就要回答格子所對應的卡片上的问题（問題與包括历史和科学与自然等在內的六个領域知識相關）。只要玩家掌握的冷知識和流行文化知識越多，他就有可能是該遊戲的獲勝者。该游戏於1981年首次发布。